# Potrójna korona aktorstwa
Potrójna korona aktorstwa – termin z zakresu amerykańskiego przemysłu rozrywkowego. Posiadaczem potrójnej korony aktorstwa nazywa się osobę, która otrzymała nagrodę w kategorii aktorskiej w każdym z trzech plebiscytów:
- Nagrodach Akademii Filmowej (Oscarach) w zakresie filmu,
- Nagrodach Emmy w zakresie telewizji,
- Nagrodach Tony w zakresie teatru broadwayowskiego.

Dotychczas potrójną koronę aktorstwa skompletowały 24 osoby: 15 kobiet i 9 mężczyzn. Pierwszą z nich była Helen Hayes w 1953, zaś ostatnią Glenda Jackson w 2018. Laureatką największej sumy nagród z wymienionych trzech plebiscytów (7) jest Maggie Smith.
Tabela zawiera listę laureatów w kolejności skompletowania nagród we wszystkich trzech plebiscytach, wraz z listą wszystkich zwycięstw (z rokiem zdobycia, kategorią i nagrodzonym filmem, serialem, programem bądź sztuką).

## Lista laureatów
| Lp. | Zdjęcie | Imię, nazwisko i lata życia      | Liczba nagród | Nagrody Akademii Filmowej (Oscary) | Nagrody Emmy | Nagrody Tony |
| --- | ------- | -------------------------------- | ------------- | --- | --- | --- |
| 1   |         | Helen Hayes (1900–1993)          | 5             | - 1932: Najlepsza aktorka – Grzech Madelon Claudet - 1971: Najlepsza aktorka drugoplanowa – Port lotniczy                                                                                | - 1953: Najlepsza aktorka | - 1947: Najlepsza aktorka w dramacie – Happy Birthday - 1958: Najlepsza aktorka w dramacie – Time Remembered |
| 2   |         | Thomas Mitchell (1892–1962)      | 3             | - 1940: Najlepszy aktor drugoplanowy – Dyliżans | - 1953: Najlepszy aktor | - 1953: Najlepszy aktor w musicalu – Hazel Flagg |
| 3   |         | Ingrid Bergman (1915–1982)       | 6             | - 1945: Najlepsza aktorka pierwszoplanowa – Gasnący płomień - 1957: Najlepsza aktorka pierwszoplanowa – Anastazja - 1975: Najlepsza aktorka drugoplanowa – Morderstwo w Orient Expressie | - 1960: Najlepszy pojedynczy występ aktorki – Startime - 1982: Najlepsza aktorka pierwszoplanowa w miniserialu lub filmie telewizyjnym – Kobieta o imieniu Golda | - 1947: Najlepsza aktorka w dramacie – Joanna z Lotaryngii |
| 4   |         | Shirley Booth (1898–1992)        | 6             | - 1953: Najlepsza aktorka pierwszoplanowa – Wróć, mała Shebo | - 1949: Najlepszy okresowy występ pierwszoplanowy aktorki – Hazel - 1963: Najlepszy okresowy występ pierwszoplanowy aktorki – Hazel | - 1949: Najlepsza aktorka drugoplanowa w dramacie – Goodbye, My Fancy - 1950: Najlepsza aktorka w dramacie – Come Back, Little Sheba - 1953: Najlepsza aktorka drugoplanowa w dramacie – The Time of the Cuckoo    |
| 5   |         | Melvyn Douglas (1901–1981)       | 4             | - 1964: Najlepszy aktor drugoplanowy – Hud, syn farmera - 1980: Najlepszy aktor drugoplanowy – Wystarczy być                                                                             | - 1968: Najlepszy pojedynczy występ aktora pierwszoplanowego w serialu dramatycznym – CBS Playhouse | - 1960: Najlepszy aktor w dramacie – The Best Man |
| 6   |         | Paul Scofield (1922–2008)        | 3             | - 1967: Najlepszy aktor pierwszoplanowy – Oto jest głowa zdrajcy | - 1969: Najlepszy pojedynczy występ aktora pierwszoplanowego – Male of the Species | - 1962: Najlepszy aktor w dramacie – Oto jest głowa zdrajcy |
| 7   |         | Jack Albertson (1907–1981)       | 4             | - 1969: Najlepszy aktor drugoplanowy – Róże w tytule | - 1975: Najlepszy aktor drugoplanowy w programie specjalnym lub muzycznym – Cher - 1976: Najlepszy aktor pierwszoplanowy w serialu komediowym – Chico and the Man | - 1965: Najlepszy aktor drugoplanowy w dramacie – Róże w tytule |
| 8   |         | Rita Moreno (1931–obecnie)       | 4             | - 1962: Najlepsza aktorka drugoplanowa – West Side Story | - 1977: Najlepsza aktorka drugoplanowa w programie specjalnym lub muzycznym – Muppet Show - 1978: Najlepszy pojedynczy występ aktorki pierwszoplanowej w serialu komediowym lub dramatycznym – The Rockford Files | - 1975: Najlepsza aktorka drugoplanowa w dramacie – The Ritz |
| 9   |         | Maureen Stapleton (1925–2006)    | 4             | - 1982: Najlepsza aktorka drugoplanowa – Czerwoni | - 1967: Najlepszy pojedynczy występ aktorki pierwszoplanowej w serialu dramatycznym – Among the Paths to Eden | - 1951: Najlepsza aktorka drugoplanowa w dramacie – Tatuowana róża - 1971: Najlepsza aktorka pierwszoplanowa w dramacie – The Gingerbread Lady                                                                     |
| 10  |         | Jason Robards (1922–2000)        | 4             | - 1976: Najlepszy aktor drugoplanowy – Wszyscy ludzie prezydenta - 1978: Najlepszy aktor drugoplanowy – Julia                                                                            | - 1988: Najlepszy aktor pierwszoplanowy w miniserialu lub programie specjalnym – Kto sieje wiatr? | - 1959: Najlepszy aktor pierwszoplanowy w dramacie – The Disenchanted |
| 11  |         | Jessica Tandy (1909–1994)        | 5             | - 1990: Najlepsza aktorka pierwszoplanowa – Wożąc panią Daisy | - 1988: Najlepsza aktorka pierwszoplanowa w miniserialu lub programie specjalnym – Foxfire | - 1947: Najlepsza aktorka pierwszoplanowa w dramacie – Tramwaj zwany pożądaniem - 1978: Najlepsza aktorka pierwszoplanowa w dramacie – The Gin Game - 1983: Najlepsza aktorka pierwszoplanowa w dramacie – Foxfire |
| 12  |         | Jeremy Irons (1948–obecnie)      | 4             | - 1977: Najlepszy aktor pierwszoplanowy – Druga prawda | - 1997: Najlepszy występ głosowy – The Great War and the Shaping of the 20th Century - 2006: Najlepszy aktor drugoplanowy w miniserialu lub filmie telewizyjnym – Elżbieta I | - 1984: Najlepszy aktor pierwszoplanowy w dramacie – The Real Thing |
| 13  |         | Anne Bancroft (1931–2005)        | 4             | - 1963: Najlepsza aktorka pierwszoplanowa – Cudotwórczyni | - 1999: Najlepsza aktorka drugoplanowa w miniserialu lub filmie telewizyjnym – Deep in My Heart | - 1958: Najlepsza aktorka drugoplanowa w dramacie – Dwoje na huśtawce - 1960: Najlepsza aktorka pierwszoplanowa w dramacie – Cudotwórczyni                                                                         |
| 14  |         | Vanessa Redgrave (1937–obecnie)  | 4             | - 1978: Najlepsza aktorka drugoplanowa – Julia | - 1981: Najlepsza aktorka pierwszoplanowa w miniserialu lub programie specjalnym – Playing for Time - 2000: Najlepsza aktorka drugoplanowa w miniserialu lub filmie telewizyjnym – Gdyby ściany mogły mówić 2 | - 2003: Najlepsza aktorka drugoplanowa w dramacie – Zmierzch długiego dnia |
| 15  |         | Maggie Smith (1934–2024)         | 7             | - 1970: Najlepsza aktorka pierwszoplanowa – Pełnia życia panny Brodie - 1979: Najlepsza aktorka drugoplanowa – Suita kalifornijska                                                       | - 2003: Najlepsza aktorka pierwszoplanowa w miniserialu lub filmie telewizyjnym – Mój dom w Umbrii - 2011: Najlepsza aktorka drugoplanowa w miniserialu lub filmie telewizyjnym – Downton Abbey - 2012: Najlepsza aktorka drugoplanowa w serialu dramatycznym – Downton Abbey - 2016: Najlepsza aktorka drugoplanowa w serialu dramatycznym – Downton Abbey                                                               | - 1990: Najlepsza aktorka pierwszoplanowa w dramacie – Lettice and Lovage |
| 16  |         | Al Pacino (1940–obecnie)         | 5             | - 1993: Najlepszy aktor pierwszoplanowy – Zapach kobiety | - 2004: Najlepszy aktor pierwszoplanowy w miniserialu lub filmie telewizyjnym – Anioły w Ameryce - 2011: Najlepszy aktor pierwszoplanowy w miniserialu lub filmie telewizyjnym – Jack, jakiego nie znacie | - 1969: Najlepszy aktor drugoplanowany w dramacie – Does a Tiger Wear a Necktie? - 1977: Najlepszy aktor pierwszoplanowy w dramacie – The Basic Training of Pavlo Hummel                                           |
| 17  |         | Geoffrey Rush (1951–obecnie)     | 3             | - 1997: Najlepszy aktor pierwszoplanowy – Blask | - 2005: Najlepszy aktor pierwszoplanowy w miniserialu lub filmie telewizyjnym – Peter Sellers: Życie i śmierć | - 2009: Najlepszy aktor pierwszoplanowy w dramacie – Król umiera, czyli ceremonie |
| 18  |         | Ellen Burstyn (1932–obecnie)     | 4             | - 1975: Najlepsza aktorka pierwszoplanowa – Alicja już tu nie mieszka | - 2009: Najlepsza aktorka gościnna w serialu dramatycznym – Prawo i porządek: sekcja specjalna - 2013: Najlepsza aktorka drugoplanowa w miniserialu lub filmie telewizyjnym – Political Animals | - 1975: Najlepsza aktorka pierwszoplanowa w dramacie – Za rok o tej samej porze |
| 19  |         | Christopher Plummer (1929–2021)  | 5             | - 2012: Najlepszy aktor drugoplanowy – Debiutanci | - 1977: Najlepszy aktor pierwszoplanowy w miniserialu – The Moneychangers - 1994: Najlepszy występ głosowy – Nowe przygody Madeline | - 1974: Najlepszy aktor pierwszoplanowy w musicalu – Cyrano - 1997: Najlepszy aktor pierwszoplanowy w dramacie – Barrymore                                                                                         |
| 20  |         | Helen Mirren (1945–obecnie)      | 6             | - 2007: Najlepsza aktorka pierwszoplanowa – Królowa | - 1996: Najlepsza aktorka pierwszoplanowa w miniserialu lub filmie telewizyjnym – Główny podejrzany (sezon 4) - 1999: Najlepsza aktorka pierwszoplanowa w miniserialu lub filmie telewizyjnym – Pasja Ayn Rand - 2006: Najlepsza aktorka pierwszoplanowa w miniserialu lub filmie telewizyjnym – Elżbieta I - 2007: Najlepsza aktorka pierwszoplanowa w miniserialu lub filmie telewizyjnym – Główny podejrzany (sezon 7) | - 2015: Najlepsza aktorka pierwszoplanowa w dramacie – Audiencja |
| 21  |         | Frances McDormand (1957–obecnie) | 5             | - 1997: Najlepsza aktorka pierwszoplanowa – Fargo - 2018: Najlepsza aktorka pierwszoplanowa – Trzy billboardy za Ebbing, Missouri - 2021: Najlepsza aktorka pierwszoplanowa – Nomadland  | - 2015: Najlepsza aktorka pierwszoplanowa w miniserialu lub filmie telewizyjnym – Olive Kitteridge | - 2011: Najlepsza aktorka pierwszoplanowa w dramacie – Good People |
| 22  |         | Jessica Lange (1949–obecnie)     | 6             | - 1983: Najlepsza aktorka drugoplanowa – Tootsie - 1995: Najlepsza aktorka pierwszoplanowa – Błękit nieba                                                                                | - 2009: Najlepsza aktorka pierwszoplanowa w miniserialu lub filmie telewizyjnym – Szare ogrody - 2012: Najlepsza aktorka drugoplanowa w miniserialu lub filmie telewizyjnym – American Horror Story: Murder House - 2014: Najlepsza aktorka pierwszoplanowa w miniserialu lub filmie telewizyjnym – American Horror Story: Sabat                                                                                          | - 2016: Najlepsza aktorka pierwszoplanowa w dramacie – Zmierzch długiego dnia |
| 23  |         | Viola Davis (1965–obecnie)       | 4             | - 2017: Najlepsza aktorka drugoplanowa – Płoty | - 2015: Najlepsza aktorka pierwszoplanowa w serialu dramatycznym – Sposób na morderstwo | - 2001: Najlepsza aktorka pierwszoplanowa w dramacie – King Hedley II - 2010: Najlepsza aktorka pierwszoplanowa w dramacie – Fences                                                                                |
| 24  |         | Glenda Jackson (1936–obecnie)    | 5             | - 1971: Najlepsza aktorka pierwszoplanowa – Zakochane kobiety - 1974: Najlepsza aktorka pierwszoplanowa – Miłość w godzinach nadliczbowych                                               | - 1972: Najlepszy okresowy występ pierwszoplanowy aktorki w serialu dramatycznym – Elizabeth R - 1972: Najlepszy pojedynczy występ pierwszoplanowy aktorki – Elizabeth R | - 2018: Najlepsza aktorka pierwszoplanowa w dramacie – Trzy wysokie kobiety |

## Lista osób nominowanych do potrójnej korony aktorstwa
Lista zawiera osoby, które nie są laureatami potrójnej korony aktorstwa, ale otrzymały nominacje w kategoriach aktorskich do Oscara, Emmy i Tony.
†  oznacza, że osoba nie żyje.
1. Alan Alda
2. Jane Alexander
3. Joan Allen
4. Judith Anderson†
5. Julie Andrews
6. Alan Arkin†
7. Lauren Bacall†
8. Alec Baldwin
9. Martin Balsam†
10. Antonio Banderas
11. Barbara Barrie
12. Kathy Bates
13. Ed Begley†
14. Ralph Bellamy†
15. Annette Bening
16. Cate Blanchett
17. Joan Blondell†
18. Charles Boyer†
19. Richard Burton†
20. Diahann Carroll†
21. Art Carney†
22. Stockard Channing
23. Jessica Chastain
24. Don Cheadle
25. Patricia Clarkson
26. George Clooney
27. Glenn Close
28. James Coco†
29. Claudette Colbert†
30. Toni Collette
31. Chris Cooper
32. Gladys Cooper†
33. Tom Courtenay
34. Bryan Cranston
35. Hume Cronyn†
36. Judi Dench
37. Colman Domingo(inne języki)
38. Adam Driver
39. Charles Durning†
40. Cynthia Erivo
41. José Ferrer†
42. Sally Field
43. Ralph Fiennes
44. Albert Finney†
45. Laurence Fishburne
46. Henry Fonda†
47. Jane Fonda
48. Morgan Freeman
49. Vincent Gardenia†
50. Andrew Garfield
51. John Gielgud†
52. Jack Gilford†
53. Jackie Gleason†
54. Ruth Gordon†
55. Joel Grey
56. Alec Guinness†
57. Tom Hanks
58. Marcia Gay Harden
59. Ed Harris
60. Julie Harris†
61. Rosemary Harris
62. Eileen Heckart†
63. Brian Tyree Henry(inne języki)
64. Katharine Hepburn†
65. Judd Hirsch
66. Dustin Hoffman
67. Philip Seymour Hoffman†
68. Hal Holbrook†
69. Ian Holm†
70. Tom Hulce
71. William Hurt†
72. Hugh Jackman
73. Allison Janney
74. James Earl Jones†
75. Madeline Kahn†
76. Diane Keaton
77. Anna Kendrick
78. Kevin Kline
79. Shirley Knight†
80. Angela Lansbury†
81. Eva Le Gallienne†
82. Margaret Leighton†
83. Jack Lemmon†
84. Laura Linney
85. John Lithgow
86. Alfred Lunt†
87. Fredric March†
88. Walter Matthau†
89. Ian McKellen
90. Janet McTeer
91. Laurie Metcalf
92. Bette Midler
93. Paul Muni†
94. Mildred Natwick†
95. Patricia Neal†
96. Ruth Negga
97. Kate Nelligan
98. Paul Newman†
99. Lupita Nyong’o
100. Leslie Odom Jr.(inne języki)
101. Sophie Okonedo
102. Laurence Olivier†
103. Geraldine Page†
104. Joan Plowright†
105. Sidney Poitier†
106. Jonathan Pryce
107. Anthony Quayle†
108. Anthony Quinn†
109. Da’Vine Joy Randolph
110. Stephen Rea
111. Lynn Redgrave†
112. Lee Remick†
113. Debbie Reynolds†
114. Beah Richards†
115. Thelma Ritter†
116. Sam Rockwell
117. Mickey Rooney†
118. Mark Ruffalo
119. Mark Rylance
120. George C. Scott†
121. Michael Shannon
122. Gary Sinise
123. Kevin Spacey
124. Kim Stanley†
125. Beatrice Straight†
126. Meryl Streep
127. Jeremy Strong
128. Lily Tomlin
129. Rip Torn†
130. Cicely Tyson†
131. Stanley Tucci
132. Peter Ustinov†
133. Christopher Walken
134. Sam Waterston
135. Sigourney Weaver
136. James Whitmore†
137. Michelle Williams
138. Mare Winningham
139. Jeffrey Wright
140. Catherine Zeta Jones